# 圣巴巴拉-迪帕德龙伊什
圣巴巴拉-迪帕德龙伊什是葡萄牙贝雅区的一个堂区。总面积66.33平方公里，总人口1271人，人口密度19.2人/平方公里。